# Aclosma bispinosum
Aclosma bispinosum är en nattsländeart som beskrevs av Morse 1974. Aclosma bispinosum ingår i släktet Aclosma och familjen krumrörsnattsländor. Inga underarter finns listade i Catalogue of Life.